# Lista över Östtimors premiärministrar
Detta är en lista över Östtimors premiärministrar från 1975 och framåt.

## Östtimors premiärministrar under självständighetskriget
|                    | Premiärminister (Födelse–Död)     | Mandatperiod       | Mandatperiod       | Mandatperiod       | Mandatperiod       | Parti | Parti    | Källa |
| Tillträdde ämbetet | Premiärminister (Födelse–Död)     | Val                | Frånträdde ämbetet | Ämbetstid          |                    | Parti | Parti    | Källa |
| ------------------ | --------------------------------- | ------------------ | ------------------ | ------------------ | ------------------ | ----- | -------- | ----- |
|                    | Nicolau dos Reis Lobato 1946–1978 | 28 november 1975   | —                  | 7 December 1975    | 9 dagar            |       | Fretilin |       |
|                    | António Duarte Carvarino –1979    | oktober 1977       | —                  | februari 1979      | 1 år och 4 månader |       | Fretilin |       |
|                    | Premiärminister (Födelse–Död)     | Tillträdde ämbetet | Val                | Frånträdde ämbetet | Ämbetstid          | Parti | Parti    | Källa |
| Mandatperiod       | Premiärminister (Födelse–Död)     |                    |                    |                    |                    | Parti | Parti    | Källa |

## Östtimors premiärministrar sedan självständigheten 2002
|                    | Premiärminister (Födelse–Död) | Mandatperiod       | Mandatperiod       | Mandatperiod       | Mandatperiod       | Parti | Parti    | Källa       |
| Tillträdde ämbetet | Premiärminister (Födelse–Död) | Val                | Frånträdde ämbetet | Ämbetstid          |                    | Parti | Parti    | Källa       |
| ------------------ | ----------------------------- | ------------------ | ------------------ | ------------------ | ------------------ | ----- | -------- | ----------- |
|                    | Mari Alkatiri född 1949       | 20 maj 2002        | 2001               | 26 juni 2006       | 4 år och 37 dagar  |       | Fretilin | [ 1 ] [ 2 ] |
|                    | José Ramos-Horta född 1949    | 26 juni 2006       | —                  | 19 maj 2007        | 327 dagar          |       | Partilös | [ 3 ]       |
|                    | Estanislau da Silva född 1952 | 19 maj 2007        | —                  | 8 augusti 2007     | 81 dagar           |       | Fretilin |             |
|                    | Xanana Gusmão född 1946       | 8 augusti 2007     | 2007 2012          | 16 februari 2015   | 7 år och 192 dagar |       | CNRT     | [ 4 ]       |
|                    | Rui Maria de Araújo född 1964 | 16 februari 2015   | —                  | 15 september 2017  | 2 år och 211 dagar |       | Fretilin | [ 5 ]       |
|                    | Mari Alkatiri född 1949       | 15 september 2017  | 2017               | 22 juni 2018       | 280 dagar          |       | Fretilin |             |
|                    | Taur Matan Ruak född 1956     | 22 juni 2018       | 2018               | 1 juli 2023        | 5 år och 9 dagar   |       | PLP      |             |
|                    | Xanana Gusmão född 1946       | 1 juli 2023        | 2023               | nuvarande          | 1 år och 236 dagar |       | CNRT     | [ 6 ]       |
|                    | Premiärminister (Födelse–Död) | Tillträdde ämbetet | Val                | Frånträdde ämbetet | Ämbetstid          | Parti | Parti    | Källa       |
| Mandatperiod       | Premiärminister (Födelse–Död) |                    |                    |                    |                    | Parti | Parti    | Källa       |